# Christiane Spiero
 (avril 2014).
Si vous disposez d'ouvrages ou d'articles de référence ou si vous connaissez des sites web de qualité traitant du thème abordé ici, merci de compléter l'article en donnant les références utiles à sa vérifiabilité et en les liant à la section « Notes et références ».
 (septembre 2023).
La mise en forme du texte ne suit pas les recommandations de Wikipédia : il faut le « wikifier ».
Les points d'amélioration suivants sont les cas les plus fréquents. Le détail des points à revoir est peut-être précisé sur la page de discussion.
- Les titres sont pré-formatés par le logiciel. Ils ne sont ni en capitales, ni en gras.
- Le texte ne doit pas être écrit en capitales (les noms de famille non plus), ni en gras, ni en italique, ni en « petit »…
- Le gras n'est utilisé que pour surligner le titre de l'article dans l'introduction, une seule fois.
- L'italique est rarement utilisé : mots en langue étrangère, titres d'œuvres, noms de bateaux, etc.
- Les citations ne sont pas en italique mais en corps de texte normal. Elles sont entourées par des guillemets français : « et ».
- Les listes à puces sont à éviter, des paragraphes rédigés étant largement préférés. Les tableaux sont à réserver à la présentation de données structurées (résultats, etc.).
- Les appels de note de bas de page (petits chiffres en exposant, introduits par l'outil «  Source ») sont à placer entre la fin de phrase et le point final[comme ça].
- Les liens internes (vers d'autres articles de Wikipédia) sont à choisir avec parcimonie. Créez des liens vers des articles approfondissant le sujet. Les termes génériques sans rapport avec le sujet sont à éviter, ainsi que les répétitions de liens vers un même terme.
- Les liens externes sont à placer uniquement dans une section « Liens externes », à la fin de l'article. Ces liens sont à choisir avec parcimonie suivant les règles définies. Si un lien sert de source à l'article, son insertion dans le texte est à faire par les notes de bas de page.
- La présentation des références doit suivre les conventions bibliographiques. Il est recommandé d'utiliser les modèles {{Ouvrage}}, {{Chapitre}}, {{Article}}, {{Lien web}} et/ou {{Bibliographie}}. Le mode d'édition visuel peut mettre en forme automatiquement les références.
- Insérer une infobox (cadre d'informations à droite) n'est pas obligatoire pour parachever la mise en page.

Pour une aide détaillée, merci de consulter Aide:Wikification.
Si vous pensez que ces points ont été résolus, vous pouvez retirer ce bandeau et améliorer la mise en forme d'un autre article.
Christiane Spiero est une réalisatrice et scénariste française née à Paris.
Elle est la sœur de Jean-Pierre Spiero et la tante de Florian Gazan.
Elle a été scripte et assistante de réalisation.
Elle écrit son premier téléfilm Les copains de la Marne en 1984.

## Biographie
Christiane Spiero a, en même temps que son métier de scripte, fait de nombreux castings de feuilletons et d’unitaires (notamment Les Thibault, Messieurs les Jurés, Paris Saint Lazare). Elle écrit son premier scénario et le réalise pour TF1 en 1984. Depuis, elle a écrit et réalisé des unitaires et des séries. Elle a aussi réalisé des directs : Téléthon (6 ans), Opération drapeau blanc (48 heures autour de la sécurité routière).
Elle a donné des cours plusieurs années à l’Institut supérieur de la communication, de la presse et de l'audiovisuel (ISCPA) et a animé des stages de direction d’acteurs[réf. nécessaire].
Elle a également été administratrice télévision à la SACD de 2006 à 2009 et de 2012 à 2015.
Présidente de la Commission de Surveillance de la SACD depuis sa création en Juin 2017 jusqu’en Juin 2021

## Filmographie

### Réalisatrice
- 1984 : Les Copains de la Marne
- 1985 : Le Diamant de Salisbury
- 1986 : Les Dix petites bougies noires - Série Le juge Fontanes
- 1996 : Et si on faisait un bébé ?
- 1996 : Parisien tête de chien
- 1997 : Le Secret de Saint Junien
- 1998 : Meurtres sans risque, série Grand Large
- 2000 : S'il vous plait, série Marie Fransson
- 2001 : Bonne chance Mamans, série Marie Fransson
- 2003 : Comment devient-on capitaliste ?
- 2008 : L'Ex de ma fille
- 2019 : Les Reines de la nuit
- Seconde B
- Les PPQS
- Elle et Lui, épisodes Femme clé en main Vu de haut
- Goal
- Fantômette.
- Les Compagnons de l'aventure Les Ouchas
- Les Compagnons de l'aventure Les Mégazèbres
- Drôles d'histoires
- En cas de bonheur
- La Famille Ramdam
- Tel père, tel fils
- Marc et Sophie
- Maguy
- L'Appart

### Scénariste
- 1984 : Les Copains de la Marne
- 1985 : Le Diamant de Salisbury
- 1996 : Et si on faisait un bébé ?
- 1997 : Le Secret de Saint Junien
- 1998 : Meurtres sans risque - Grand Large
- 1999 : L'Enfant stressé et l'accident (série Le Bahut)
- 2003 : Péril imminent (série Vérité oblige)
- 2003 : Adrien (série L'Instit)
- 2003 : Comment devient-on capitaliste ?
- 2004 : La Ronde des Flandres
- 2005 : Train Hôtel - Pampa
- 2006 : Le Procès de Bobigny
- 2007 : L'Ex de ma fille
- 2021 : Meurtres à Blois